# Список футбольных стадионов Андорры
Ниже представлен список футбольных стадионов Андорры, отсортированных по вместимости. Футбольная федерация Андорры проводит матчи Примера и Сегона Дивизио на принадлежащих ей стадионах. Также федерация распределяет стадионы и поля для тренировок для каждой команды. Всего в Андорре пять стадионов: «Комуналь д'Андорра-ла-Велья», «Комуналь д’Ашоваль» и два тренировочных поля в Ордино и Энкаме. Иногда матчи проводятся в приграничном с Андоррой испанском городе Алас-и-Серк, на стадионе «Сентре Эспортиу д’Алас».
В 2014 году в столице Андорры был открыт «Эстади Насьональ», на которой выступает национальная сборная Андорры. Ранее сборная проводила некоторые свои матчи в Барселоне, на Олимпийском стадионе и Мини Эстади.
| № | Название стадиона                 | Местоположение        | Турнир / команда               | Открыт | Вместимость | Фото |
| - | --------------------------------- | --------------------- | ------------------------------ | ------ | ----------- | ---- |
| 1 | Эстади Насьональ                  | Андорра-ла-Велья      | Сборная Андорры                | 2014   | 3306        |      |
| 2 | Сентре Эспортиу д’Алас            | Алас-и-Серк (Испания) | Примера Дивизио Сегона Дивизио |        | 1500        |      |
| 3 | Комуналь д’Андорра-ла-Велья       | Андорра-ла-Велья      | Примера Дивизио                | 1990   | 1 299       |      |
| 4 | Комуналь д’Ашоваль                | Ашоваль               | Примера Дивизио Сегона Дивизио | 2001   | 899         |      |
| 5 | Камп де Футбол Мунисипаль д’Энкам | Энкам                 |                                | 2015   | 500         |      |
| 6 | Камп д’Эспортс д’Ордино           | Ордино                | Сегона Дивизио                 | 2010   | 200         |      |